# Sophie Blanchard

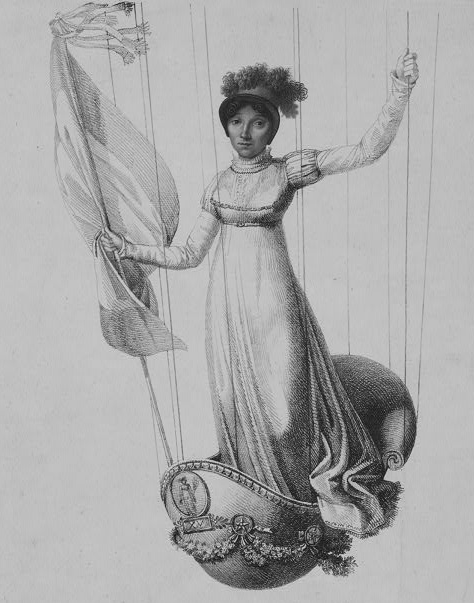
Sophie Blanchard durante un'ascensione sopra Milano il 15 agosto 1811, giorno del 42º compleanno di Napoleone Bonaparte.

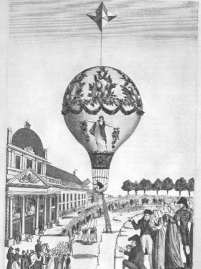
Ascensione del 24 gennaio 1810 a Parigi sopra al Campo di Marte.

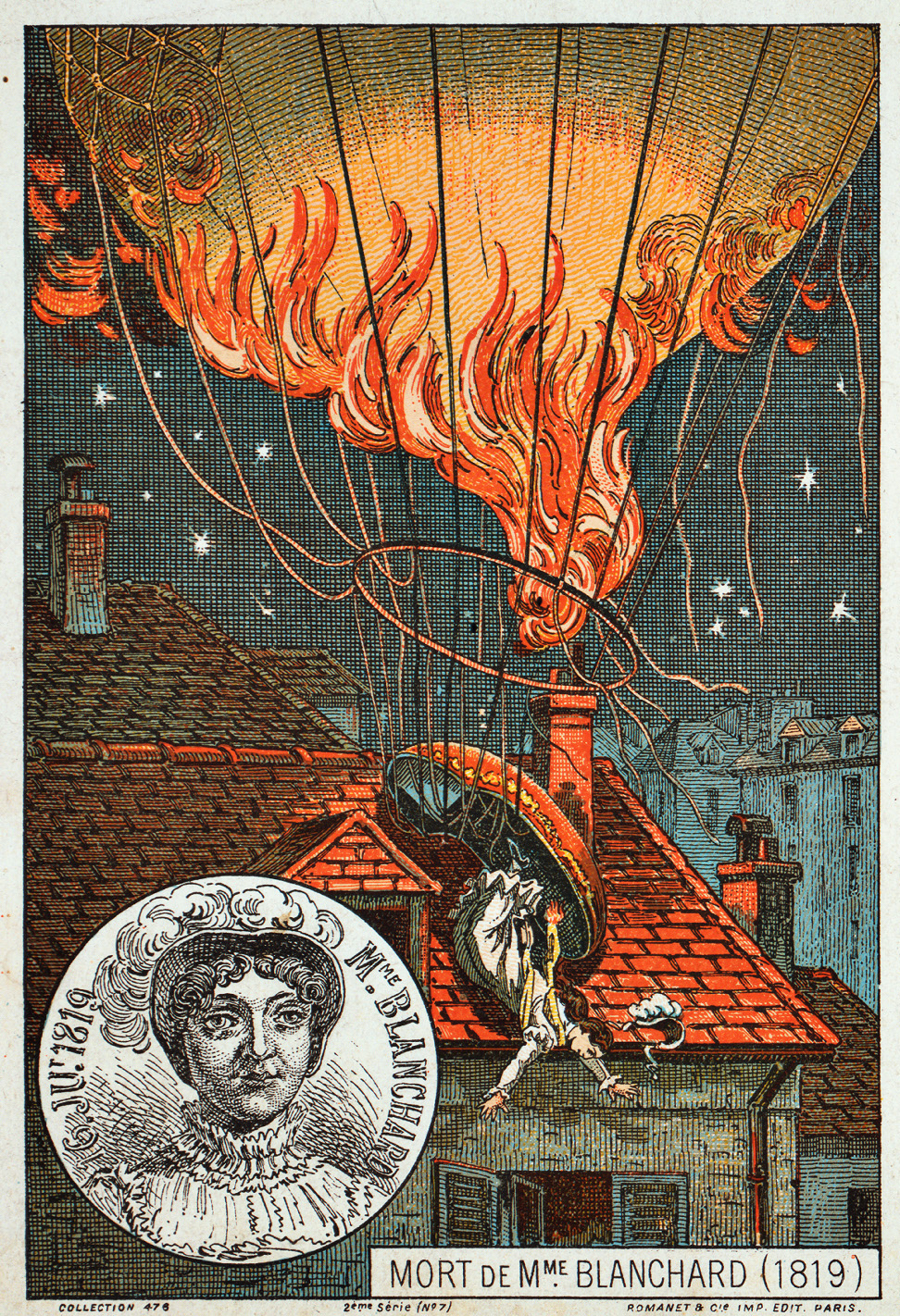
« Morte di Madame Blanchard (1819) »

Sophie Blanchard, nata Marie Madeleine Sophie Armant (Trois-Canons, 24 marzo 1778 – Parigi, 6 luglio 1819), fu la prima donna aeronauta professionista con 67 ascensioni realizzate.

## Inizi
Nacque a Trois-Canons, oggi nel comune di Yves, vicino a La Rochelle. Nel 1804, si sposò con Jean-Pierre Blanchard, il primo aeronauta professionista della storia. Dopo il matrimonio, la coppia ebbe molti problemi finanziari, e Sophie decise quindi di diventare la prima donna aeronauta per attrarre finanziatori. Nello stesso anno, Napoleone Bonaparte la nominò ministro.

## La carriera
Nel 1809, suo marito morì a causa di una crisi cardiaca durante un volo con il suo aerostato. Continuò i voli liberi da sola, specializzandosi nei voli notturni. Fece anche esperimenti con paracadute, lanciando bambole dalla sua mongolfiera.
Il 24 gennaio 1810, fece una ascensione sul Campo di Marte per accompagnare la Guardia imperiale di Napoleone durante le sue nozze con Maria Luisa d'Asburgo-Lorena. Il 15 agosto 1811, fece un'altra ascensione a Milano per la "Festa dell'Imperatore". In occasione della nascita del figlio, effettuò un volo sopra Parigi per lanciare le partecipazioni.
Nel 1811, viaggiò in volo da Roma a Napoli, salendo a più di 3600 metri d'altezza. Lo stesso anno, svenne durante un'ascensione, rimanendo in volo più di 14 ore.
Nel 1817, attraversò le Alpi, sfiorando la morte dopo un atterraggio di fortuna in un terreno allagato.
Dopo la caduta di Napoleone, entrò nelle grazie anche di Luigi XVIII che la nominò "aeronauta ufficiale della Restaurazione".

## Morte
Il 6 luglio 1819 fece un'ascensione sopra i giardini di Tivoli a Parigi per lanciare un fuoco d'artificio dalla sua mongolfiera. Ci fu un incendio e la mongolfiera cadde. L'apparecchio urtò il tetto di una casa e Sophie Blanchard ne fu scagliata fuori cadendo sulla strada.